# Martha Henry
Pour les articles homonymes, voir Henry.
Martha Henry, nom de scène de Martha Kathleen Buhs, est une actrice canadienne née le 17 février 1938 à Détroit (Michigan, États-Unis) et morte le 21 octobre 2021 à Stratford (Ontario, Canada).

## Filmographie
- 1964 : Twelfth Night (TV) : Viola
- 1969 : The Three Musketeers (en) (TV) : Milady de Winter
- 1970 : Daniel Deronda (feuilleton TV) : Gwendolyn Harleth
- 1971 : Talking to a Stranger (feuilleton TV) : Terry
- 1974 : Back to Beulah (TV)
- 1977 : The Newcomers (série TV) : (segment '1978')
- 1979 : The New Comers '1978'
- 1983 : The Wars : Mrs. Ross
- 1985 : Empire, Inc. (feuilleton TV) : Catherine
- 1986 : Dancing in the Dark : Edna
- 1986 : A Gift for Kate
- 1986 : Confidential
- 1987 : Wednesday's Children: David : Maureen
- 1988 : Glory Enough for All (TV)
- 1991 : White Light : Dr Ella Wingwright
- 1993 : Mustard Bath (en) : Grace
- 1994 : Fatalité (And Then There Was One) (TV) : Dr Moore
- 1996 : Long Day's Journey into Night (en) : Mary Tyrone
- 1996 : L5: First City in Space : le narrateur (voix)
- 1997 : Karen Kain: Dancing in the Moment (TV) : Performance Actor
- 1998 : Émilie de la nouvelle lune ("Emily of New Moon") (série télévisée) : Megan Moore
- 2000 : Anne of Green Gables: The Continuing Story (TV) : Kit Garrison
- 2003 : The Republic of Love : Audrey
- 2004 : Clean : Rosemary Hauser
- 2004 : H20 (TV) : Julia McLaughlin
- 2006 : At the Hotel (série télévisée) : Lucy